# Cottische Alpen
Die Cottischen Alpen (Kottische Alpen, französisch Alpes cottiennes, italienisch Alpi Cozie) sind eine Gebirgsgruppe der Westalpen im Grenzgebiet zwischen Italien und Frankreich (siehe auch Okzitanien).
Ihren Namen verdankt sie, wie auch die römische Provinz Alpes Cottiae, dem Ligurer-Fürsten Cottius, Herrscher über die Region Segusio (Susa). Cottius stellte sich dem von Augustus betriebenen römischen Feldzug zur Unterwerfung der Alpenvölker (13 v. Chr.) nicht entgegen, sondern unterwarf sich kampflos.

## Geografie
Von den Grajischen Alpen im Norden werden die Cottischen Alpen durch die Maurienne, den Arc, den Pass Col du Mont Cenis und die Dora Riparia getrennt. Im Westen werden sie von den Dauphiné-Alpen durch die Valoloirette, die Guisane und das Durance-Tal getrennt. Im Südwesten kommen nach dem Ubaye die Provenzalische Voralpen. Im Süden schließen sich jenseits der Ubayette, des Col de Larche und des Stura di Demonte die Seealpen und im Südosten die Ligurischen Alpen an.
Der italienische Teil der Cottischen Alpen gehört zur norditalienischen Region Piemont. Anteil an ihnen hat
- die Metropolitanstadt Turin mit dem Susatal, dem Val Chisone (französisch Val Cluson) und Germanasca-Tal, weiters nach Süden dem Val Sangone und Val Pellice
- die Provinz Cuneo mit den fast parallelen Tälern des Valle Po (Oberlauf des Po), dem Valle Varaita und Valle Maira sowie dem Grana- und Stura-Tal.

Der französische Teil der Cottischen Alpen gehört zur Region Provence-Alpes-Côte d’Azur.
Höchster Gipfel ist der auf der italienischen Seite liegende 3841 Meter hohe Monte Viso (Monviso).

## Höchste Gipfel

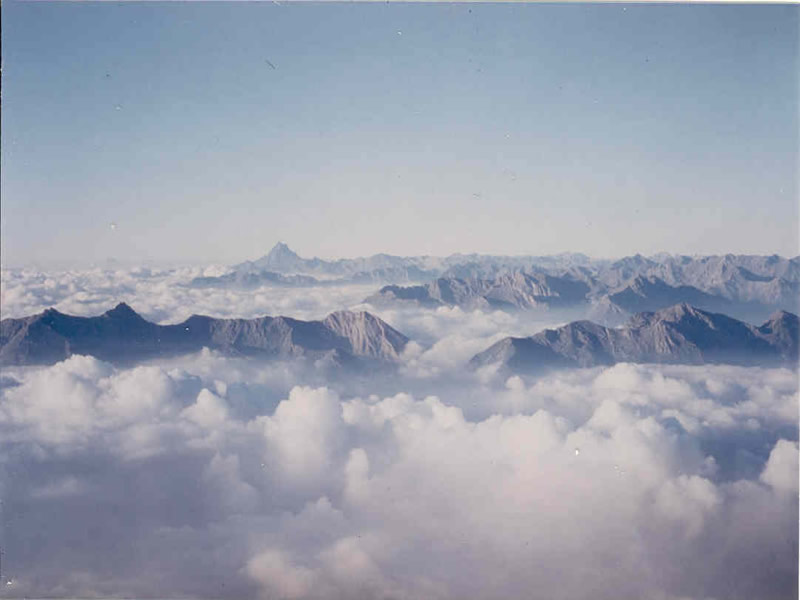
Monte Viso und Cottische Alpen vom Rocciamelone

Die höchsten Gipfel der Cottischen Alpen sind:
| Gipfel                  | Höhe   | Höhe |
| ----------------------- | ------ | ---- |
| Monviso                 | 3841 m |      |
| Viso di Vallante        | 3672 m |      |
| Aiguille de Scolette    | 3506 m |      |
| Aiguille de Chambeyron  | 3412 m |      |
| Bric de Chambeyron      | 3388 m |      |
| Pic de la Font Sancte   | 3387 m |      |
| Rognosa d’Etache        | 3385 m |      |
| Dents d’Ambin           | 3382 m |      |
| Punta Ferrant           | 3364 m |      |
| Visolotto               | 3353 m |      |
| Bric de Rubren          | 3340 m |      |
| Rochebrune              | 3324 m |      |
| Punta Sommeiller        | 3321 m |      |
| Mont Giusalet           | 3313 m |      |
| Bric Froid              | 3302 m |      |
| Grand Glaiza            | 3286 m |      |
| Rognosa di Sestriere    | 3279 m |      |
| Panestrel               | 3253 m |      |
| Roche du Grand Galibier | 3242 m |      |
| Peou Roc                | 3231 m |      |
| Pic du Pelvat           | 3218 m |      |
| Pointe Haute de Mary    | 3212 m |      |
| Pain de Sucre           | 3208 m |      |
| Pic du Thabor           | 3207 m |      |
| Pointe des Cerces       | 3180 m |      |
| Tete des Toillies       | 3179 m |      |
| Mont Thabor             | 3178 m |      |
| Monte Granero           | 3170 m |      |
| Mont Chaberton          | 3135 m |      |
| Tete de Moyse/Oronaye   | 3110 m |      |
| Monte Meidassa          | 3105 m |      |
| Pelvo d'Elva            | 3064 m |      |
| Rocca Bianca            | 3059 m |      |
| Mont Politri            | 3051 m |      |
| Mont Albergian          | 3040 m |      |
| Pic Caramantran         | 3025 m |      |
| Bric Bouchet            | 2998 m |      |
| Pointe des Marcelettes  | 2909 m |      |
| Pic du Malrif           | 2906 m |      |
| Punta Cournour          | 2868 m |      |

## Fern-/Weitwanderwege

### Grande Traversata delle Alpi
Durch die Cottischen Alpen führt die Grande Traversata delle Alpi (GTA), ein Weitwanderweg, der sich an alten agrarischen Wegen und Saumpfaden orientiert.

### Via Alpina
Die Via Alpina, ein neuer grenzüberschreitender Weitwanderweg, der mit fünf Wegen den gesamten Alpenbogen von Triest bis Monaco durchzieht, verläuft auf ihrem Blauen Weg mit 19 Etappen durch die Cottischen Alpen wie folgt:
- Etappe D34 vom Rifugio Stellina zum Refuge du Petit Mont Cenis. Der erste Teil dieser Etappe verläuft noch durch die Grajischen Alpen, bis nahe dem Lac du Mont Cenis die Cottischen Alpen betreten werden.
- Etappe D35 vom Refuge du Petit Mont Cenis zum Rifugio Vaccarone
- Etappe D36 vom Rifugio Vaccarone zum Rifugio Levi Molinari
- Etappe D37 vom Rifugio Levi-Molinari zum Rifugio Arlaud
- Etappe D38 vom Rifugio Arlaud nach Usseaux
- Etappe D39 von Usseaux nach Basiglia
- Etappe D40 von Basiglia nach Ghigo di Prali
- Etappe D41 von Ghigo di Prali zum Rifugio Lago Verde
- Etappe D42 vom Rifugio Lago Verde nach Le Roux
- Etappe D43 von Le Roux zum Rifugio Willy Jervis
- Etappe D44 vom Rifugio W.Jervis zum Rifugio B. Lowrie
- Etappe D45 vom Rifugio B. Lowrie nach Pian del Re am Fuße des Monte Viso
- Etappe D46 von Pian del Re über den Col de la Traversette/Buco di Viso zum Refuge de Viso
- Etappe D47 vom Refuge de Viso zum Rifugio Savigliano
- Etappe D48 vom Rifugio Savigliano nach Chiesa di Bellino
- Etappe D49 von Chiesa di Bellino nach Elva (Piemont)
- Etappe D50 von Elva (Piemont) nach Ussolo
- Etappe D51 von Ussolo nach Chiappera
- Etappe D52 von Chiappera nach Larche, wo die Seealpen erreicht werden.

## Schmetterling
In den Cottischen Alpen lebt eine 2020 entdeckte, endemische Schmetterlingsart, was sich in ihrer Benennung niederschlug: Megacraspedus cottiensis.